# 이덕구
이덕구(李德九, 1920년~1949년 6월 7일)는 대한민국의 사회주의자로 제주 4·3 사건 주역 중 한명이다.

## 생애
제주시 조천읍 신촌리에서 부유한 지방 유지인 부친 이근훈과 모친 김삼봉 사이에서 3남으로 태어났다. 어릴 때 일본으로 건너가 교토의 리쓰메이칸 대학(立命館大學) 경제학부 재학 중 1943년 학병으로 관동군에 징집됐다. 1945년 귀향한 뒤 신촌중학교에서 교사로 근무하다가 한라산에 들어가 제주도 인민유격대 3·1지대장을 맡아 제주읍, 조천읍, 구좌읍을 중심으로 활동했다. 김달삼이 1948년 8월 21일 황해도 해주에서 열린 남조선인민대표자대회에 참석하러 간 뒤 남로당 제주도위원회 군사부장과 제주도 인민유격대 사령관 직책을 이어받았다. 1949년 6월 경찰과 교전하다 사망하였다.

## 제주 4.3 사건
제주 4.3사건 발생하기 전에 광복 직후 제주사회는 6만여 명 귀환인구의 실직난, 생필품 부족, 콜레라의 창궐, 극심한 흉년 등으로 겹친 악재와 미곡정책의 실패, 일제 경찰의 군정 경찰로의 변신, 군정 관리의 모리(謀利) 행위 등이 큰 사회문제로 부각되고 있었다. 조금의 유언비어에도 혼란을 만들어낼 정도로 민심이 악화된 상황이었다.
1947년 3월 1일, 3·1절 기념 제주도대회에 참가했던 이들의 시가행진을 구경하던 군중들에게 경찰이 총을 발사함으로써 민간인 6명이 숨지는 사건이 발생했다. 3·1절 발포사건은 어지러운 민심을 더욱 악화시켰다.
이에 남로당 제주도당은 조직적인 반경찰 활동을 전개했고, 제주도 전체 직장의 95% 이상이 참여한 대규모 민·관 총파업이 이어졌다. 미군정은 이 총파업이 경찰 발포에 대한 도민의 반감과 이를 증폭시킨 남로당의 선동에 있다고 분석했지만, 사후처리는 경찰의 발포보다는 남로당의 선동에 비중을 두고 강공정책을 추진했다.
도지사를 비롯한 군정 수뇌부들을 모두 외지인으로 교체했고 응원경찰과 서북청년회원 등을 대거 제주로 파견해 파업 주모자에 대한 검거작전을 벌였다. 검속 한 달 만에 500여 명이 체포됐고, 1년 동안 2,500명이 구금됐다. 서북청년회(이하 ‘서청’)는 테러와 횡포를 일삼아 민심을 자극했고, 구금자에 대한 경찰의 고문이 잇따랐다.
1948년 3월 일선 경찰지서에서 세 건의 고문치사 사건이 발생해 제주사회는 금방 폭발할 것 같은 위기상황으로 변해갔다. 1949년 6월 무장대 사령관 이덕구가 사살됨으로써 무장대는 사실상 궤멸되었다.

## 소설속 이덕구
- 현기영의 소설 《지상에 숟가락 하나》는 이덕구의 마지막 모습을 묘사하고 있다.

## 같이 보기
- 고준석
- 이동휘

## 참고 자료
- 「한국현대정치론」, 국군창설과 반란 및 숙군, 한배호 저, 오름(2000년, 282~286p)
- 「제노사이드」, 또 하나의 쟁점 지역과 민족, 최호근 저, 책세상(2005년, 402~404p)